# Christoffel van Württemberg
Christoffel van Württemberg (Urach, 12 mei 1515 – Stuttgart, 28 december 1568) was van 1550 tot aan zijn dood hertog van Württemberg. Hij behoorde tot het huis Württemberg.

## Levensloop
Christoffel was de zoon van hertog Ulrich van Württemberg en Sabina van Beieren, dochter van hertog Albrecht IV van Beieren. Enkele maanden na zijn geboorte vluchtte zijn moeder in november 1515 naar het hof van haar ouders in München, terwijl de jonge Christoffel en zijn zus Anna bij hun vader in Stuttgart bleven wonen. Toen de Zwabische Liga troepen tegen Ulrich mobiliseerde, werden Christoffel en Anna naar het kasteel Hohentübingen gevoerd. In 1519 kwam Württemberg onder Oostenrijkse heerschappij nadat zijn vader Ulrich was afgezet en verbannen.
Christoffel werd daarop naar het hof van keizer Maximiliaan I in Innsbruck gestuurd, waar hij zijn opleiding volgde en politieke ervaring opdeed onder Habsburgse voogdij. De opvolger van Maximiliaan, keizer Karel V, nam Christoffel mee op diens reizen door Europa. In 1532 kon hij ontsnappen van het Habsburgse hof, waarna hij ondergedoken leefde in Beieren en Zwitserland.
In 1534 kon zijn vader Ulrich Württemberg heroveren en werd Christoffel naar het Franse hof gezonden, waar hij verwikkeld geraakte in de Franse oorlogen tegen de Habsburgs. Eind jaren 1530 bekeerde hij zich tot het protestantisme. In 1542 werd hij via het verdrag van Reichenweier benoemd tot gouverneur van het graafschap Montbéliard. In 1550 volgde hij zijn vader op als hertog van Württemberg.
Tijdens zijn bewind werd Christoffel gedwongen om hoge betalingen te doen aan keizer Ferdinand I, om op die manier beschuldigingen van hoogverraad tegen te gaan. Ook reorganiseerde hij de volledige kerk- en staatsadministratie van zijn domeinen en hervormde hij het onderwijssysteem. Christoffel schonk bovendien het kasteel Amandenhof nabij Urach aan Hans von Ungnad, die het gebruikte als zetel voor het Zuid-Slavische Bijbelinstituut.  
Christoffel deed grote pogingen om het profiel van Württemberg te verbeteren. Zo liet hij het Oude Kasteel van Stuttgart renoveren en hield hij enorme festiviteiten om het imago van Württemberg te verbeteren. In 1553 stond hij het graafschap Montbéliard af aan zijn oom George I.
In december 1568 stierf hij op 53-jarige leeftijd.

## Huwelijk en nakomelingen
Op 24 februari 1544 huwde Christoffel met Anna Maria (1526-1589), dochter van markgraaf George van Brandenburg-Ansbach. Ze kregen twaalf kinderen:
- Everhard (1545-1568)
- Hedwig (1547-1590), huwde in 1563 met landgraaf Lodewijk IV van Hessen-Marburg
- Elisabeth (1548-1592), huwde in 1568 met graaf George Ernst van Henneberg-Schleusingen en daarna in 1586 met vorst George Gustaaf van Palts-Veldenz
- Sabina (1549-1582), huwde in 1566 met landgraaf Willem IV van Hessen-Kassel
- Emilia (1550-1589), huwde in 1578 met vorst Richard van Palts-Simmern
- Eleonora (1552-1618), huwde in 1571 met vorst Joachim Ernst van Anhalt en daarna in 1589 met landgraaf George I van Hessen-Darmstadt
- Lodewijk (1554-1593), hertog van Württemberg
- Maximiliaan (1556-1557)
- Ulrich (1558-1558)
- Dorothea Maria (1559-1639), huwde in 1582 met vorst Otto Hendrik van Palts-Sulzbach
- Anna (1561-1616), huwde in 1582 met hertog Johan George van Ohlau en daarna in 1591 met hertog Frederik IV van Liegnitz
- Sophia (1563-1590), huwde in 1583 met hertog Frederik Willem I van Saksen-Weimar